# Канаранзи (тауншип, Миннесота)
Канаранзи (англ. Kanaranzi) — тауншип в округе Рок, Миннесота, США. На 2000 год его население составило 286 человек.

## География
По данным Бюро переписи населения США площадь тауншипа составляет 93,3 км², из которых 93,3 км² занимает суша, водоёмов нет.

## Демография
По данным переписи населения 2000 года здесь находились 286 человек, 95 домохозяйств и 85 семей.  Плотность населения —  3,1 чел./км².  На территории тауншипа расположено 105 построек со средней плотностью 1,1 построек на один квадратный километр. Расовый состав населения: 95,45 % белых, 0,70 % афроамериканцев, 3,15 % коренных американцев, 0,70 % — других рас США. Испанцы или латиноамериканцы любой расы составляли 0,70 % от популяции тауншипа.
Из 95 домохозяйств в 45,3 % воспитывались дети до 18 лет, в 84,2 % проживали супружеские пары и в 9,5 % домохозяйств проживали несемейные люди. 8,4 % домохозяйств состояли из одного человека, при том 1,1 % из — одиноких пожилых людей старше 65 лет. Средний размер домохозяйства — 3,01, а семьи — 3,19 человека.
31,5 % населения — младше 18 лет, 8,4 % — в возрасте от 18 до 24 лет, 28,0 % — от 25 до 44, 23,4 % — от 45 до 64, и 8,7 % — старше 65 лет. Средний возраст — 33 года. На каждые 100 женщин приходилось 116,7 мужчин.  На каждые 100 женщин старше 18 приходилось 110,8 мужчин.
Средний годовой доход домохозяйства составлял 42 500 долларов, а средний годовой доход семьи —  44 107 долларов. Средний доход мужчин —  22 500  долларов, в то время как у женщин — 19 750. Доход на душу населения составил 21 231 доллар. За чертой бедности находились 7,9 % семей и 11,4 % всего населения тауншипа, из которых 12,7 % младше 18 лет.